# انیمون (بازیگر)
آن بورگوینون (به فرانسوی: Anne Bourguignon؛ زاده ۹ اوت ۱۹۵۰ – درگذشته ۳۰ آوریل ۲۰۱۹) شناخته‌شده با نام هنری انیمون (به فرانسوی: Anémone) بازیگر، فیلم‌ساز و فعال سیاسی اهل فرانسه بود.
وی در سال ۱۹۸۸ برنده جایزه سزار در رده بهترین بازیگر نقش اول زن برای ایفای نقش در فیلم بزرگراه بزرگ به کارگردانی ژان لو اوبر شد. وی یک جایزه از پنج نامزدی‌های جایزه سزار را برده‌است.

## جایزه و نامزدی‌ها
| سال  | عنوان کار          | جایزه      | رده                      | نتیجه    |
| ---- | ------------------ | ---------- | ------------------------ | -------- |
| ۱۹۸۶ | مرگ در باغ فرانسوی | جایزه سزار | بهترین بازیگر نقش دوم زن | نامزدشده |
| ۱۹۸۸ | بزرگراه بزرگ       | جایزه سزار | بهترین بازیگر نقش اول زن | برنده    |
| ۱۹۹۳ | پرنس کوچولو گفت    | جایزه سزار | بهترین بازیگر نقش اول زن | نامزدشده |
| ۱۹۹۵ | خیلی کاتولیک نیست  | جایزه سزار | بهترین بازیگر نقش اول زن | نامزدشده |
| ۱۹۹۹ | لوترک (فیلم)       | جایزه سزار | بهترین بازیگر نقش دوم زن | نامزدشده |